# Macchi M.7

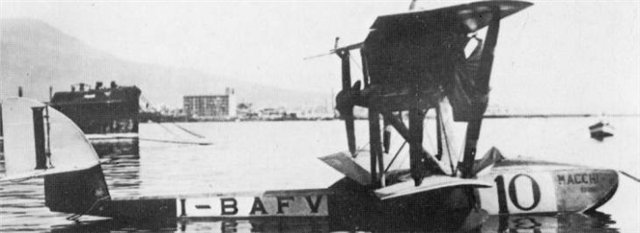
Macchi M.7bis – máy bay đua

Macchi M.7 là một loại tàu bay tiêm kích của Ý, do Alesandro Tonini thiết kế, Macchi chế tạo.

## Quốc gia sử dụng
Argentina
- Không quân Hải quân Argentina

 Brasil
- Hải quân Brazil

 Ý
- Hải quân Ý
  - Không quân Hải quân Ý

 Paraguay
- Không quân Paraguay

 Thụy Điển
- Không quân Thụy Điển

## Tính năng kỹ chiến thuật (M.7ter)

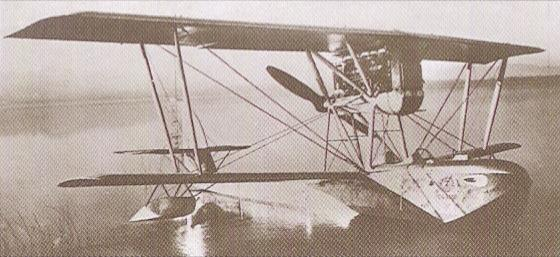
Macchi M.7ter – máy bay tiêm kích

Dữ liệu lấy từ 
Đặc điểm tổng quát
- Kíp lái: 1
- Chiều dài: 8.09 m (26 ft 6½ in)
- Sải cánh: 9.95 m (32 ft 7¾ in)
- Chiều cao: 2.97 m (9 ft 9 in)
- Diện tích cánh: 23.50 m2 (252.96 ft2)
- Trọng lượng rỗng: 805 kg (1.775 lb)
- Trọng lượng có tải: 1.098 kg (2.421 lb)
- Powerplant: 1 × Isotta Fraschini V.6, 194 kW (260 hp)

Hiệu suất bay
- Vận tốc cực đại: 200 km/h (124 mph)
- Thời gian bay: 3 giờ  0 phút
- Trần bay: 7.000 m (22.965 ft)

Vũ khí trang bị
- 2 × Súng máy Vickers 7,7 mm (0.303 in)